# Turmhügel Rodesgrün
Der Turmhügel Rodesgrün ist eine abgegangene mittelalterliche Turmhügelburg (Motte) 450 Meter östlich der Ortsmitte von Rodesgrün, einem Gemeindeteil der Stadt Selbitz im oberfränkischen Landkreis Hof.
Die ehemalige Motte liegt unweit des Burgstalls Rodesgrün. Ein sanfter Hang fällt nach Süden in Richtung Selbitz und nach Osten in Richtung Neuhaus allmählich ab und der Standort bietet in diese Richtungen einen guten Überblick. Erkennbar ist die Lage des Turmhügels als eine leichte Erhebung, die mit einem Baum und Sträuchern bewachsen ist und auf der Feldsteine abgelagert sind.
Der Turmhügel soll vor der Burg bestanden haben und diente vermutlich der Absicherung einer Altstraße.